# Nicholas Thomas Wright

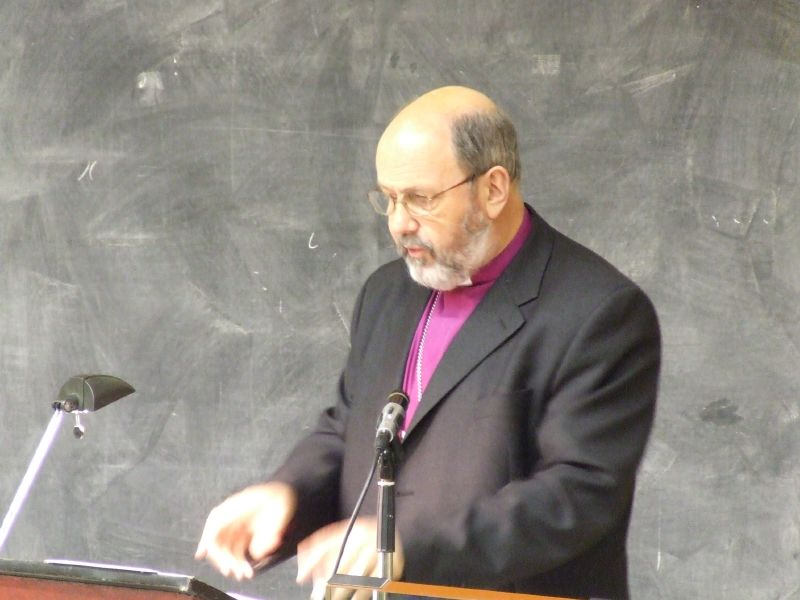
N.T. Wright

Nicholas Thomas Wright (* 1. Dezember 1948 in Morpeth, Northumberland), besser bekannt als N. T. Wright oder Tom Wright, ist ein britischer anglikanischer Geistlicher und Theologe. 
Er war Professor für Neues Testament und frühe Christenheit an der University of St Andrews, ist anglikanischer emeritierter Bischof der Diözese Durham (England) und einer der führenden neutestamentlichen Theologen und Leben-Jesu-Forscher im englischen Sprachraum. Seit 2019 arbeitet er als Senior Research Fellow an der University of Oxford.

## Leben
Wright wuchs in Nordengland auf, er besuchte die Sedbergh School in Yorkshire und studierte am Exeter College in Oxford Theologie und Geschichte. Beeinflusst durch John Wenham entschied er sich für eine akademische Laufbahn, und sein Denken und Glauben war vom Calvinismus und Evangelikalismus geprägt. 1973 graduierte er in Theologie, 1975 erhielt er seinen Master und 1976 wurde er zum anglikanischen Priester geweiht. 1981 wurde er als Professor für Neues Testament an die McGill-Universität in Montréal berufen. 1986 kam er zurück nach Oxford, wo er als Professor und Kaplan des Worcester College wirkte, 1994 wurde er Domdekan von Lichfield, 2000 Kanoniker von Westminster Abbey und 2003 Bischof von Durham, dem viertwichtigsten Bischofssitz der Kirche von England. Wright gehörte 2004 zu den Mitgliedern der Lambeth Commission on Communion, die den Windsor-Report erarbeitete.
2010 trat er als Bischof zurück und wurde Research Professor of New Testament and Early Christianity an der University of St Andrews in Schottland. 2014 wurde ihm an der Universität Freiburg (Schweiz) für seine Paulus-Forschungen die Ehrendoktorwürde verliehen.
Seit 2019 arbeitet er als Senior Research Fellow an der University of Oxford.

### Privates
Wright ist verheiratet mit Margaret Elizabeth Anne Fiske und hat zwei Söhne und zwei Töchter. Er ist Sport- und Musikliebhaber und spielt selbst Klavier, Jazztrompete und Gitarre.

## Werk
Wright hat über 80 Bücher publiziert, teils akademische Werke unter dem Namen N. T. Wright, teils für das allgemeine Publikum unter dem Namen Tom Wright. Seine Werke sind auch in verschiedene Sprachen übersetzt und von Personen aus unterschiedlichen Kirchen und Kulturen aufgenommen und rezipiert worden.
Seine akademischen Werke befassen sich mit neutestamentlicher Exegese, insbesondere mit der Neuen Perspektive auf Paulus und der Leben-Jesu-Forschung. In der Leben-Jesu-Forschung geht er (siehe hier) strikt von einem Historiker-Standpunkt aus, nimmt ebenso Bezug auf Altes und Neues Testament, jüdische und nicht-kanonische Schriften wie auf griechische Klassiker, Albert Schweitzer, Ernst Käsemann und Ed Parish Sanders. Bei der Neuen Perspektive auf Paulus geht es darum, Paulus mehr von seiner jüdischen Herkunft her zu verstehen und zu interpretieren. Insbesondere sei Martin Luthers bahnbrechende Erkenntnis von der Rechtfertigung des Sünders durch den Glauben stark vom lateinischen, forensischen Denken des Mittelalters geprägt worden.
Wright ist ein eigenständiger, unkonventioneller Denker, der moderne und klassische Auslegungen in Frage stellt und schwer einzuordnen ist. Er hat sich sowohl mit exegetischen Einzelfragen als auch mit umfassenden Themen auseinandergesetzt.
Wright distanziert sich deutlich von der liberalen Theologie, schockiert aber auch Evangelikale durch historische Ansätze oder durch Thesen, die liebgewordene Überzeugungen und Konzepte in Frage stellen. Er hat keine Berührungsängste, ist persönlich befreundet mit Marcus Borg, der als Mitglied des Jesus-Seminars theologisch eine völlig andere Position vertritt, und hat mit ihm zusammen schon Bücher publiziert und Vortragsreisen gehalten. (Borg sieht Jesus als Propheten im Kontext des Judentums des 1. Jahrhunderts n. Chr., der durch seine Agenda und symbolischen Handlungen mit den Mächtigen in Konflikt kam.)

### Eschatologie
Wright tritt mit dem Anspruch auf, durch seine historischen, exegetischen und theologischen Forschungen der spezifisch neutestamentlichen Vorstellung über die Zukunft der Welt und des einzelnen Menschen (Eschatologie) gegenüber gegenwärtigen Verwirrungen in Kultur und Kirche zu ihrem Recht zu verhelfen. Er versucht die Eschatologie des frühen Christentums durch die Untersuchung der eschatologischen Vorstellungen in der heidnischen und jüdischen Umwelt des Neuen Testaments darzustellen. Dabei stellt er eine Nähe zu jüdisch-pharisäischen Vorstellungen fest, die jedoch in entscheidenden Punkten (vor allem die Vorwegnahme der allgemeinen Auferstehung in der Auferstehung Jesu Christi) verändert worden sei. Er dekonstruiert populäre Vorstellungen und Vorurteile, nach denen es im Christentum nur darum gehe, „in den Himmel zu kommen, nachdem man gestorben ist“. In seinem Buch Simply Jesus (2011) prägte er den provokanten Satz: „Die Evangelien handeln nicht davon, auf welche Weise sich Jesus als Gott erwies. Sie handeln davon, wie Gott auf Erden König wurde wie im Himmel.“ Dabei lehnt er die Vorstellung eines evolutionären Wachstums der Welt zum Besseren genauso ab wie die Vorstellung eines Weltendes. Stattdessen gehe es im Christentum um Gottes Handeln, der diese Welt mit sich versöhne und sie „am jüngsten Tag“ transformiere. Die Kirche habe die Aufgabe, dieses endgültige transformative Handeln Gottes schon jetzt bruchstückhaft auszuleben. Es gehe in primärer Weise um das Reich Gottes, Gottes Handeln an der Welt auch durch die Kirche, und daraus ergebe sich dann erst die Frage nach dem Schicksal des Einzelnen nach dem Tode.

## Kritik
Von konservativen Kritikern (meist Professoren der amerikanischen christlichen Seminare) wird er als liberal, von liberalen Kritikern (meist Universitätsprofessoren) als konservativ bezeichnet.
So wurde von konservativer Seite sein Standpunkt zu Abtreibung kritisiert, welche er in besonderen Umständen wie Vergewaltigung, Inzest oder Behinderung zwar für tragisch aber vertretbar erklärte und plädierte in diesen Fällen für eine frühstmögliche Beendigung der Schwangerschaft.
Stark reformatorisch gesinnte Theologen und Pastoren (z. B. die Confessing Evangelical Alliance) sind mit seiner Neuen Perspektive auf Paulus nicht einverstanden, die die zentrale Glaubenslehre von der Rechtfertigung aus Glauben relativiert (Wright lehnt das Konzept der Double Imputation ab).

## Werke (Auswahl)
Wichtige akademische Werke sind:
- mit Stephen Neill: The Interpretation of the New Testament, 1861–1986 (= The Firth Lectures. 1962). 2nd edition, new edition. Oxford University Press, Oxford u. a. 1988, ISBN 0-19-213428-0.
- The Climax of the Covenant. Christ and the Law in Pauline Theology. T & T Clark, Edinburgh 1991, ISBN 0-567-09594-0; Fortress Press, Minneapolis MI 1992, ISBN 0-8006-2632-X.
- The New Testament and the People of God (= Christian Origins and the Question of God. 1). Fortress Press u. a., Minneapolis MI u. a. 1992, ISBN 0-8006-2681-8.
- Jesus and the Victory of God (= Christian Origins and the Question of God. 2). Fortress Press u. a., Minneapolis MI u. a. 1996, ISBN 0-8006-2682-6.
- What St Paul Really Said. Was Paul of Tarsus the real Founder of Christianity? Lion, Oxford 1997, ISBN 0-7324-1648-5; Eerdmans, Grand Rapids MI 1997, ISBN 0-88028-181-2.
- mit Marcus Borg: Meaning of Jesus: Two Visions. 2000, ISBN 0-06-060876-5.
- The Resurrection of the Son of God (= Christian Origins and the Question of God. 3). Fortress Press u. a., Minneapolis MI u. a. 2006, ISBN 0-8006-2679-6.
- The Last Word. Beyond the Bible Wars to a new Understanding of the Authority of Scripture. HarperCollins, New York NY 2005, ISBN 0-06-081609-0.
- Scripture and the Authority of God. SPCK, London 2005, ISBN 0-281-05722-2.
- Surprised By Hope. Rethinking Heaven, the Resurrection, and the Mission of the Church. HarperCollins, New York NY 2008, ISBN 978-0-06-155182-6.
- After you Believe. Why Christian Character Matters. HarperOne, New York 2010, ISBN 978-0-06-173055-9.
- Simply Jesus. Who He Was, What He Did, Why He Matters. HarperOne, New York NY 2011, ISBN 978-0-06-208439-2.
- How God Became King. The Forgotten Story of the Gospels. HarperOne, New York NY 2012, ISBN 978-0-06-173057-3.
- Simply Good News. Why the Gospel Is News and What Makes It Good. HarperOne, New York NY 2015, ISBN 978-0-06-233434-3.
- The Day the Revolution Began. Reconsidering the Meaning of Jesus's Crucifixion. HarperOne, San Francisco CA 2016, ISBN 978-0-06-233438-1.

Auf Deutsch erschienen (in chronologischer Reihenfolge)
- Die Auferstehung des Sohnes Gottes. Eine historische Perspektive. Verlag der Liebenzeller Mission, Liebenzell 2001, ISBN 3-921113-03-2.
- Warum Christ sein Sinn macht (Simply Christian). Johannis, Lahr/Schwarzwald 2009, ISBN 978-3-501-01614-5.
- Worum es Paulus wirklich ging. Brunnen, Gießen 2010, ISBN 978-3-7655-1454-8. 2. Aufl., 2017.
- Das Neue Testament und das Volk Gottes (= Die Ursprünge des Christentums und die Frage nach Gott. Bd. 1). Francke, Marburg 2011, ISBN 978-3-86827-242-0.
- Glaube – und dann? Von der Transformation des Charakters. Francke-Buchhandlung, Marburg 2011, ISBN 978-3-86827-243-7.
- Von Hoffnung überrascht: Was die Bibel wirklich zu Auferstehung und ewigem Leben sagt. Aussaat, Neukirchen 2011, ISBN 3-7615-5842-2. 2. Aufl., 2017.
- Herausforderung Jesus. Wer er war und wer er ist. Causa Mundi, Böblingen 2012 (engl. Orig. 2000), ISBN 978-3-943641-00-4.
- Kleiner Glaube – großer Gott (Small Faith, Great God). Neufeld, Schwarzenfeld 2013, ISBN 978-3-86256-030-1.
- Jesus: Wer er war, was er wollte und warum er für uns wichtig ist (Simply Jesus). Francke, Marburg 2013, ISBN 978-386827-384-7.
- Jesus und der Sieg Gottes. (Jesus and the Victory of God) (= Die Ursprünge des Christentums und die Frage nach Gott. Bd. 2). Francke, Marburg 2013, ISBN 978-386827-383-0.
- Matthäus für heute 1 (Matthew for everyone 1). Brunnen, Gießen 2013, ISBN 978-3-7655-0611-6.
- Matthäus für heute 2 (Matthew for everyone 2). Brunnen, Gießen 2013, ISBN 978-3-7655-0612-3.
- Die Auferstehung des Sohnes Gottes (= Die Ursprünge des Christentums und die Frage nach Gott. Bd. 3). Francke, Marburg 2014, ISBN 978-3868274448.
- Paulus für heute. Der Römerbrief. Band 1. Brunnen, Gießen, 2014, ISBN 978-3765506192.
- Paulus für heute. Der Römerbrief. Band 2. Brunnen, Gießen, 2014, ISBN 978-3765506208.
- Die Gebete des NT für heute. Gießen, Brunnen, 2014, ISBN 978-3-7655-0629-1.
- Offenbarung für heute. Brunnen, Gießen, 2014, ISBN 978-3765506284.
- Reich Gottes, Kreuz, Kirche: Die vergessene Story der Evangelien. (How God Became King: The Forgotten Story of the Gospels). Marburg, Francke, 2015, ISBN 978-3868275049.
- Plädoyer für die Psalmen: Warum sie unentbehrlich sind. (The Case for the Psalms: Why They Are Essential). Marburg, Francke, 2015, ISBN 978-3868275391.
- Apostelgeschichte für heute. Band 1. Brunnen, Gießen, 2015, ISBN 978-3765506178.
- Apostelgeschichte für heute. Band 2. Brunnen, Gießen, 2015, ISBN 978-3765506185.
- Rechtfertigung: Gottes Plan und die Sicht des Paulus. (Justification: God's Plan and Paul's Vision). Studia Oecumenica Friburgensia, Band 63. Münster: Aschendorff, 2015, ISBN 978-3402119952.
- Überrascht von der Bibel: Erstaunliche Einsichten zu strittigen Themen. (Surprised by Scripture: Engaging Contemporary Issues). Marburg, Francke, 2016, ISBN 978-3868276183.
- Lukas für heute. Brunnen, Gießen, 2016, ISBN 978-3765506147.
- Johannes für heute. Band 1. Brunnen, Gießen, 2017, ISBN 978-3765506154.
- Johannes für heute. Band 2. Brunnen, Gießen, 2017, ISBN 978-3765506161.